# Victor Noir
Victor Noir, născut Yvan Salmon, (n. 27 iulie 1848, Attigny⁠(d), Lorraine⁠(d), Franța – d. 10 ianuarie 1870, Paris, Franța) a fost un jurnalist francez. După ce a fost împușcat și ucis de prințul Pierre Bonaparte, un văr al împăratului francez Napoleon al III-lea (Format:Reign), Noir a devenit un simbol al opoziției față de regimul imperial. Mormântul său din Cimitirul Père Lachaise din Paris a devenit un simbol de fertilitate.

## Viața timpurie, familie și educație
S-a născut Yvan Salmon la Attigny, Vosges, fiul unui cizmar evreu care se convertise la catolicism.

## Carieră
A adoptat pseudonimul „Victor Noir” după numele de fată al mamei sale. S-a mutat la Paris și a devenit ucenic jurnalist pentru ziarul La Marseillaise, deținut și operat de Henri Rochefort și editat de Paschal Grousset.